# Frédéric Pietruszka
Frédéric Pietruszka (Villecresnes, 1954. május 13. –) olimpiai és világbajnok francia tőrvívó, sportvezető.
2005 és 2013 között a Francia Vívószövetség elnöke volt, utána a Nemzetközi Vívószövetség főtitkárának nevezték ki.